# Малая Елховка (Мордовия)
Малая Елховка — деревня в Лямбирском районе Республики Мордовия России. Входит в состав Большеелховского сельского поселения.

## География
Малая Елховка расположена в 10 километрах от Саранска. В 500 метрах от деревни протекает река Инсар. Лес Кечекивак находится к северу от деревни.

## Население
| 2002 | 2010 | 2021 |
| ---- | ---- | ---- |
| 76   | ↗112 | ↗141 |

Национальный состав
Согласно результатам переписи 2002 года, в национальной структуре населения русские составляли 92 % от 76 жителей.

## Инфраструктура
СТ Мордовагроспецтрой, СТ Колос-2, ОАО "Агрофирма "Октябрьская" и др.

## Транспорт
В деревне находится платформа 43 км Куйбышевской железной дороги.

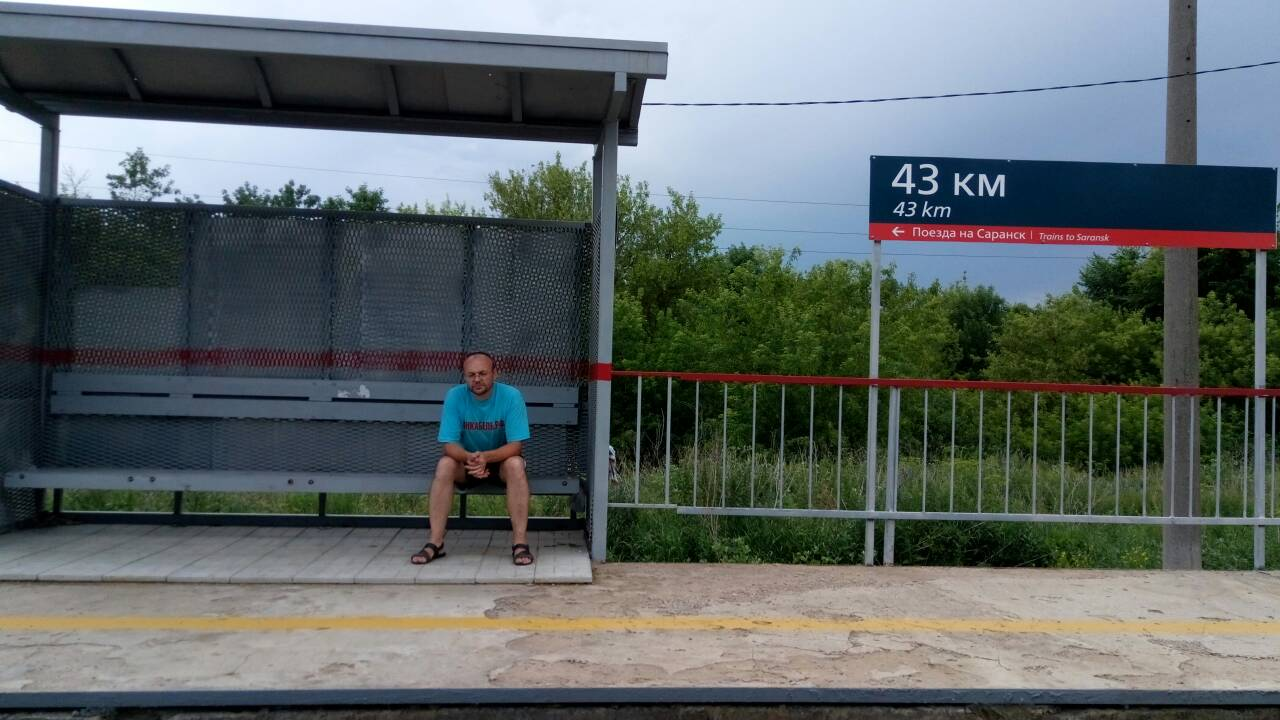
43 км (Малая Елховка)